# 嘉川・由良料金所
嘉川・由良料金所（かがわ・ゆらりょうきんじょ）は、山口県山口市にかつてあった山口宇部道路の本線料金所である。山口県道路公社が管理していた。

## 概要
阿知須IC北側に設けられていた本線料金所で、嘉川ICおよび由良ICの料金所を集約していたものである。このため、料金計算上は嘉川ICと由良ICは同一ICとして扱われていた（当時、由良ICは宇部方面のみのハーフインターチェンジのため、嘉川IC - 由良IC間のみの利用はできなかった。無料開放後の2015年にフルIC化）。
阿知須ICには入口付近に別途料金所が設けられており、嘉川IC・由良IC - 阿知須IC間のみを利用すると、わずか数百mの間に2度料金所を通過することになっていた（この位置関係は、現在の山陽道宇部ICと宇部本線料金所など複数の事例がある）。
開通以来の有料区間であった嘉川IC - 宇部南IC間の無料開放に伴い、2012年3月28日午前0時をもって運用を終了した。本料金所が山口宇部道路との一体徴収により行ってきた山陽自動車道宇部JCT - 宇部IC間の料金収受については、山陽自動車道を管轄する西日本高速道路（NEXCO西日本）が宇部IC付近に新設した宇部TBにて徴収を行うことになった。

## 料金所

### 下り線（宇部・山陽道方面）
- ブース数：2
  - ETC専用：1
  - 一般：1

### 上り線（嘉川・由良方面）
- ブース数：2
  - ETC専用：1
  - 一般：1